# Sisymbrium yunnanense
Sisymbrium yunnanense är en korsblommig växtart som beskrevs av William Wright Smith. Sisymbrium yunnanense ingår i släktet gatsenaper, och familjen korsblommiga växter. Inga underarter finns listade i Catalogue of Life.